# Чича
«Чича» — советский художественный фильм режиссёра Виталия Мельникова.

## Сюжет
Главный герой Степан Чичулин по прозвищу «Чича» поёт в провинциальном (в роли провинции использована натура Феодосии) военном хоре тенором. Однажды, когда хор отправили в помощь милиции на разгон митинга, за отставшим Чичулиным устремились в погоню разгорячённые демонстранты. Спасаясь от преследователей, Чичулин неожиданно заревел на них страшным басом (строчку из La calunnia Россини). Оказалось, что Чичулин уже давно тайком упражняется в басовом пении на некоем секретном объекте, и не собирается и в дальнейшем афишировать свой дар.
Однако дальше события развиваются независимо от его воли: о таланте узнают в ансамбле, и художественный руководитель-полковник увольняет его из хора, поскольку новый голос Чичи слишком хорош. Жена Степана предпринимает решительные действия и уезжает в Москву, чтобы «пристроить куда-нибудь» голос мужа.
Пока её нет, Чича пытается заработать, выступая на базаре с классическим репертуаром. Его бывший коллега по хору, давно занимающийся на том же базаре музыкальным промыслом, предлагает совместное дело. Только песни Чичи не годятся — нужно исполнять что-нибудь попроще, в духе Вилли Токарева. Чичулин согласен и на это — но только если басом. Ради нового бизнеса Чича отказывается от пения в церкви, куда было устроился.
Постепенно к партнёрам приходит финансовый успех. Чича поёт по ресторанам «под Челентано» и других популярных артистов, потихоньку отходя от своего «басового принципа». А ради того, чтобы наказать рэкетиров, разгромивших бизнес Чичи и его приятеля, ему приходится тоненьким голосом исполнять для их начальника, криминального авторитета, лежащего в больнице в полной неподвижности под слоем гипса, песни «Ласкового мая».
Вернувшись из столицы, жена Чичи сообщает, что нашлась одна зацепка — в Малом экспериментальном оперном театре заинтересовались его записями. Чичулины быстро собираются и едут в Москву. Однако по дороге выясняется, что голоса у Чичи уже нет.

## В ролях
- Михаил Дорофеев — Степан Васильевич Чичулин (Чича)
- Нина Усатова — Люся, жена Чичулина
- Борислав Брондуков — полковник Игнатий Мазай
- Сергей Сазонтьев — Александр Петрович Капитонов (Капа), человек-оркестр
- Михаил Кабатов — Кирилл, сын Чичулиных
- Валерия Мулакевич — Мария, дочь Чичулиных
- Иван Смирнов — Вова, младший сын Чичулиных
- Виктор Борцов — Павел Константинович Ярошенко, солист-бас
- Юлиан Макаров — Серафим, сторож
- Игорь Дмитриев — Рудницкий, конферансье
- Артур Ваха — Артур, рэкетир
- Виктор Бычков — участник ансамбля
- Клара Джалилова — жена Прокопия-поклонника «Ласкового мая»

## Награды и премии
- 1992 — Кинофестиваль «Созвездие». Приз за лучший дебют (Михаил Дорофеев)
- 1992 — Кинофестиваль «Созвездие». Приз за лучшую женскую роль второго плана (Нина Усатова)
- 1992 — Конкурс профессиональных премий к/с «Ленфильм» и Ленинградского отделения Союза кинематографистов. Премия им. А. Пиотровского за лучший сценарий (Владимир Вардунас)

Описанный в фильме случай, когда певец переходит с тенорового диапазона на бас, не является фантастическим. Такие случаи в истории музыки встречались. Например, итальянский оперный певец Филиппо Галли (1783—1853), дебютировав как тенор, после почти десяти лет на сцене стал в 1810 году басом, и именно в этом качестве остался в истории музыки.